# Leel-Őssy Árpád
Vitéz Leel-Őssy Árpád (Kismarja, 1896. október 2. – Debrecen, 1960. december 19.) politikus, országgyűlési képviselő, református lelkész.

## Életrajza
Régi sarkadi nemesi családba született, édesapja Leel-Őssy István, édesanyja Nagy Mária. A gimnáziumot és az egyetemet is Debrecenben végezte. Az első világháború kitörésekor negyvenegy lelkésztanonc-társával önként lemondott a hadmentességről és szolgálatra jelentkezett. Több csatában is részt vett, az olasz fronton meg is sebesült. Érdemei elismeréséül később megkapta a nagyezüst illetve a bronz vitézségi érdemrendet. Tanulmányait a háború után fejezte be. 1919-től 1921-ig Békésen volt segédlelkész, majd 1921-től 1925-ig Kismarján, majd Berekböszörményben, 1925-től Sarkadon volt lelkész. 1923-ban Nagylétán házasságot kötött Némety Jolán Margittal.
A politikába az 1935-ös választások során kapcsolódott be a Nemzeti Egység Pártja színeiben. A nagyszalontai választókerületben indult, amit meg is nyert így első ízben lett országgyűlési képviselő. Az 1939-es választások alkalmával ismét bekerült a parlamentbe. Aktív egyházi tevékenysége miatt egyházmegyei tanácsosi rangra emelték.
1945. február 1-jén, internáló táborba vitték. A zavaros, nehéz időket átvészelve később újra prédikálhatott a sarkadi templomban. 1953-ban helyezték nyugdíjba.